# BACK 2 DA UNITY
「BACK 2 DA UNITY」（バック・トゥ・ダ・ユニティー）は、2025年7月9日にエイベックス・エンタテインメント（SONIC GROOVEレーベル）から発売された日本の男性ダンス&ボーカルグループDA PUMPの8枚目のオリジナル・アルバム。
前作『DA POP COLORS』以来3年ぶりとなるアルバムで、「原点回帰、温故知新」がテーマの作品となっている。全17曲のうち13曲が新曲となっており、テレビアニメ『おそ松さん』第4期オープニングテーマの「おそ松さんのボンバシェー！」を始め、タイアップ曲も多く収録されている。

## 制作背景
本作に収録された新曲は、何十曲と用意されたデモ音源の中から、メンバーらが気に入った曲をピックアップして選ばれた。「原点回帰、温故知新」というテーマは、選曲を進める過程で自然と決まっていったという。曲が決定してからは非常に速いスピードで制作が進み、レコーディングは2週間ほどで終了した。また「みんなで作り上げている」というもう一つのテーマから、一部のコーラスやガヤのレコーディングにはメンバー全員が参加している。
前作『DA POP COLORS』に引き続き、オープニングや曲の合間に短いインスト曲が挿入された構成となっている。この構成についてISSAは「シーン切り替えの意味もありますけど、『DA PUMP流』というか、わりと昔からそういう作り方をしているところはあるから、どうしても欲しくなるところはあるかなと」と語っている。

## 楽曲解説

### SHOUT
ロックテイストの強い楽曲で、作曲は作曲チーム「GALAXY BEATZ」に所属するFLAMEと、韓国出身のEunsol(1008)が共同で担当した。両名は力強さとエネルギーが詰まった楽曲だと語っており、「サビに向かってどんどん盛り上がり聴く人に『叫びたくなる』衝動を与えるそんな曲です」とコメントを出している。この楽曲はアルバムの制作過程の中で一番最初に選ばれた楽曲で、この楽曲を軸にアルバムの方向性を固めていったとISSAは語っている。デモ音源の段階ではAメロの無い構成だったが、アルバム最初にふさわしいものにしたいというDA PUMP側からの要望で、後からAメロが付け足された。
歌唱部分の作詞はHOME MADE 家族のMC・MICROが、ラップ部分の作詞はラッパーのTAKUMA THE GREATが担当した。歌詞には「ごきげんだぜっ！」といった過去のDA PUMPの作品を思わせるフレーズが含まれており、MICROはDA PUMPの過去・現在・未来を一つの線で結んだとコメントしている。TAKUMAはDA PUMPの38枚目のシングル『Pump It Up! feat.TAKUMA THE GREAT』に引き続いての参加である。レコーディングにはTAKUMAも立ち会っており、KIMIは韻の踏み方や英語の発音を綿密に調整したと語っている。

### PlaybackDisco
作曲はminが、作詞は「U.S.A.」などを手掛けてきたshungo.が担当した。往年のディスコ音楽をオマージュした楽曲となっており、shungo.は「かっこよくてファニー、そしてちょっぴり切ないDA PUMPらしい1曲に誂えさせていただきました。」とコメントしている。shungo.は詩のノリやテンポ感を作るため、歌いながら作詞を行ったという。

### E-NERGY BOYS
DA PUMPの37枚目のシングルの表題曲。

### SUSHI PARTY
インバウンドや多様性をテーマとした楽曲。作詞は前山田健一が担当し、寿司は世界を救うという前山田の想いのこもった歌詞となっている。本楽曲をきっかけに築地場外市場とのコラボレーションが行われ、築地場外市場でのミュージックビデオの撮影や、オリジナルグッズの発売などが行われた。

### Use Your Body
DA PUMPの37枚目のシングルの表題曲。

### DRIVE MY LIFE
2000年代のR&Bをモチーフにした楽曲。24枚目のシングル「ALRIGHT!」以来19年ぶりに今井大介が作曲・編曲を手掛けた。作詞は藤林聖子が担当し、車の中で一人、過去を思い出すというセンチメンタルな歌詞となっている。

### Still Dancin' Now!
デビューから約4年間DA PUMPのプロデューサーを務め、現在もメンバーから「師匠」と慕われているm.c.A・Tが作詞・作曲を行った楽曲。テディー・ライリーを始めとする往年のニュージャックスウィングを強く意識しており、アルバムのコンセプトの「原点回帰」に則った楽曲となっている。歌詞についてA・Tは「17，18歳から一緒に歩んできたDP世代が今の時代になり、所謂大人になったのだけれども、夢を追いかけ続けるということはそれなりの現実や問題にぶつかってしまう。〔中略〕それでも今DPはやはりまだ『踊っているのさ！』と胸を張っている様を伝えたかった。」と語っている。コーラスにはDA PUMPサイドからの要望で、A・Tがプロデュースを行っていたころのレコーディングやライブツアーに参加していたBETCHIN'。

### Pump It Up!
DA PUMPの38枚目のシングルの表題曲。

### Pon de SKY, Pon de STAR
東海テレビ制作のテレビドラマ『浅草ラスボスおばあちゃん』の主題歌。「Still Dancin' Now!」と同じく、m.c.A・Tが作詞・作曲を務めた、レゲトン風の楽曲となっている。歌詞についてA・Tは、「いろんな問題がどんどん出てくるこの時代、若気の至りで頑張ってたあの頃って恐れを知らなかったな。〔中略〕でも考えてばっかじゃ何もできないよな、多分挑戦することに無駄なんてないよな」と語っており、挑戦する人々がテーマとなっている。
振り付けはチョコレートプラネットの松尾駿の監修の元、TOMOとPHENOMが担当した。松尾が自身のネタで披露した「ウィリボンス」の動きがTOMOの印象に残り、TOMOから松尾にオファーを出したことで、このコラボレーションが実現した。また、コーラスには「Still Dancin' Now!」に引き続いてBETCHIN'が参加しており、松尾とBETCHIN'は本楽曲のミュージックビデオにも出演している。

### LIVE-A-HOLIC
作曲は餓鬼レンジャーのDJであるGP. a.k.a N.O.B.Bが、作詞は「SHOUT」に引き続きMICROが担当した。DA PUMPのライブパフォーマンスをイメージした楽曲となっており、MICROは「LIVEとは、オーディエンスとかわす相乗効果の化学反応。いい時も悪い時も、その響きを信じて歌い続けてきた6人の歩みに、『I Believe We are Synergy』という言葉を添えました。」とコメントしている。

### The Last Romantic
作詞は「PlaybackDisco」に引き続きshungo.が、作曲は「P.A.R.T.Y. 〜ユニバース・フェスティバル〜」などを手掛けてきた宅見将典とSQVAREが共同で担当した。作曲はロサンゼルスで行われ、宅見は「温かい雰囲気だけど踊れる、そんな楽曲にしたいという気持ちでトラックを仕上げました」と語っている。

### サンライズ・ムーン ～宇宙に行こう～
DA PUMPの36枚目のシングルの表題曲。

### おそ松さんのボンバシェー！
テレビアニメ『おそ松さん』第4期オープニングテーマ。ハンガリーのアーティスト・JOLLYが2015年に発表した「Bombashéj」のカバー。JOLLYの楽曲のカバーがテレビアニメの主題歌に起用されるのはテレビアニメ『パリピ孔明』のオープニングテーマ「チキチキバンバン」に続き2曲目。日本語詞はm.c.A・Tが、オープニング映像で作中のキャラクターが躍るダンスの振り付けはKIMIとKENZOが担当した。
本作の初回限定盤Bはこの楽曲をフィーチャーした仕様となっており、櫻井孝宏、中村悠一、神谷浩史、福山潤、小野大輔、入野自由らがそれぞれ掛け声を担当したバージョンが収録されている。

## プロモーション・リリース
2025年4月1日、公式サイト上にて本作のリリースが発表され、5月14日にはジャケットデザイン、および収録楽曲のタイトルとクレジットが公開された。
6月21日には「Pon de SKY, Pon de STAR」のミュージックビデオが、6月26日には「SUSHI PARTY」のミュージックビデオが、7月9日には「おそ松さんのボンバシェー！」のミュージックビデオがYouTube上に公開された。
アルバムの発売に先駆け、本作に収録される新曲が2回に分けて先行配信された。それぞれの配信日・収録楽曲は以下の通り。
| 配信日  | 収録楽曲                                                              |
| ------- | --------------------------------------------------------------------- |
| 6月18日 | - Pon de SKY, Pon de STAR - SHOUT - PlaybackDisco - DRIVE MY LIFE     |
| 6月25日 | - SUSHI PARTY - Still Dancin' Now! - LIVE-A-HOLIC - The Last Romantic |

7月9日、初回限定盤A、初回限定盤B、通常版の3形態が発売された。初回限定盤Aには80ページのフォトブックが付属する。初回限定盤Bはジャケットビジュアルが『おそ松さん』のキャラクター・イヤミになっているなど、「おそ松さんのボンバシェー！」をフィーチャーしたものとなっている。

## 収録曲
| #         | タイトル                                | 作詞                              | 作曲                                                    | 編曲              | 時間  |
| --------- | --------------------------------------- | --------------------------------- | ------------------------------------------------------- | ----------------- | ----- |
| 1.        | 「BACK 2 DA UNITY」                     |                                   | m.c.A・T                                                | m.c.A・T          | 1:30  |
| 2.        | 「SHOUT」                               | MICRO、TAKUMA THE GREAT、FLAME    | FLAME、Ensol(1008)                                      | Ensol(1008)       | 4:05  |
| 3.        | 「PlaybackDisco」                       | shungo.                           | min                                                     | min               | 3:00  |
| 4.        | 「E-NERGY BOYS」                        | MICRO                             | Erik Lidbom、Andreas Oberg                              | Erik Lidbom       |       |
| 5.        | 「Inter ～DA Street Scene～」           |                                   |                                                         |                   | 0:35  |
| 6.        | 「SUSHI PARTY」                         | 前山田健一                        | Sebastian Thott、Didrik Thott、TSINGTAO、Samuel Kim     | Sebastian Thott   | 3:13  |
| 7.        | 「Use Your Body」                       | Tova Litvin、Tyler Shamy、shungo. | Masanori Takumi、Seiji Kameda、Tova Litvin、Tyler Shamy | Masanori Takumi   | 2:58  |
| 8.        | 「DRIVE MY LIFE」                       | 藤林聖子                          | Daisuke"D.I"Imai                                        | Daisuke"D.I"Imai  | 3:15  |
| 9.        | 「Still Dacin' Now!」                   | m.c.A・T                          | m.c.A・T                                                | m.c.A・T          | 3:49  |
| 10.       | 「Unity!」                              |                                   | m.c.A・T                                                | m.c.A・T          | 3:28  |
| 11.       | 「Pump It Up! feat.TAKUMA THE GREAT」   | TAKUMA THE GREAT、m.c.A・T        | m.c.A・T、KO-ney                                        | m.c.A・T、KO-ney  | 3:28  |
| 12.       | 「Pon de SKY, Pon de STAR」             | m.c.A・T、ISSA                    | m.c.A・T                                                | m.c.A・T          | 3:08  |
| 13.       | 「LIVE-A-HOLIC」                        | MICRO                             | GP. a.k.a N.O.B.B、MICRO                                | GP. a.k.a N.O.B.B | 3:19  |
| 14.       | 「The Last Romantic」                   | shungo.、SQVARE                   | SQVARE、Masanori Takumi                                 | Masanori Takumi   | 3:27  |
| 15.       | 「4 Next UNITY」                        |                                   | m.c.A・T                                                | m.c.A・T          | 1:05  |
| 16.       | 「サンライズ・ムーン 〜宇宙に行こう〜」 | 所ジョージ                        | 所ジョージ                                              | 大平勉            | 3:29  |
| 17.       | 「おそ松さんのボンバシェー！」          | m.c.A・T                          | Tarcsi Zoltán Jolly                                     | Ha-ne             | 2:58  |
| 合計時間: | 合計時間:                               | 合計時間:                         | 合計時間:                                               | 合計時間:         | 47:00 |

| 全作詞: m.c.A・T、全作曲: Tarcsi Zoltán Jolly、全編曲: Ha-ne。 |                                                                  |          |                     |      |
| #                                                              | タイトル                                                         | 作詞     | 作曲・編曲          | 時間 |
| 1.                                                             | 「おそ松さんのボンバシェー！ おそ松（CV.櫻井孝宏）かけ声ver.」   | m.c.A・T | Tarcsi Zoltán Jolly | 2:58 |
| 2.                                                             | 「おそ松さんのボンバシェー！ カラ松（CV.中村悠一）かけ声ver.」   | m.c.A・T | Tarcsi Zoltán Jolly | 2:58 |
| 3.                                                             | 「おそ松さんのボンバシェー！ チョロ松（CV.神谷浩史）かけ声ver.」 | m.c.A・T | Tarcsi Zoltán Jolly | 2:58 |
| 4.                                                             | 「おそ松さんのボンバシェー！ 一松（CV.福山潤）かけ声ver.」       | m.c.A・T | Tarcsi Zoltán Jolly | 2:58 |
| 5.                                                             | 「おそ松さんのボンバシェー！ 十四松（CV.小野大輔）かけ声ver.」   | m.c.A・T | Tarcsi Zoltán Jolly | 2:58 |
| 6.                                                             | 「おそ松さんのボンバシェー！ トド松（CV.入野自由）かけ声ver.」   | m.c.A・T | Tarcsi Zoltán Jolly | 2:58 |
| 7.                                                             | 「おそ松さんのボンバシェー！ m.c.A・Tかけ声ver.」                | m.c.A・T | Tarcsi Zoltán Jolly | 2:58 |
| 8.                                                             | 「おそ松さんのボンバシェー！ TVsize ver.」                       | m.c.A・T | Tarcsi Zoltán Jolly | 1:31 |
| 9.                                                             | 「おそ松さんのボンバシェー！ Instrumental ver.」                 | m.c.A・T | Tarcsi Zoltán Jolly | 2:58 |
| 合計時間:                                                      | 合計時間:                                                        | 25:15    |                     |      |

## クレジット
1. 「BACK 2 DA UNITY」
  - Ryosuke Maekawa (prime sound studio form) - ミキシングエンジニア
2. 「SHOUT」
  - DA PUMP - ガヤ
  - D.O.I. - ミキシングエンジニア
3. 「PlaybackDisco」
  - JIN（BETCHIN'）、YORI、U-YEAH - コーラス
  - D.O.I. - ミキシングエンジニア
4. 「E-NERGY BOYS」
  - D.O.I. - ミキシングエンジニア
5. 「Inter ～DA Street Scene～」
  - TAKUMA THE GREAT、TONY INKWELL - スペシャルサンクス
  - D.O.I. - ミキシングエンジニア
6. 「SUSHI PARTY」
  - TAKUMA THE GREAT、TONY INKWELL - スペシャルサンクス
  - D.O.I. - ミキシングエンジニア
7. 「Use Your Body」
  - Keisuke Ishimori - ミキシングエンジニア
8. 「DRIVE MY LIFE」
  - D.O.I. - ミキシングエンジニア
9. 「Still Dancin' Now!」
  - BETCHIN' - コーラス
  - D.O.I. - ミキシングエンジニア
10. 「Unity!」
  - Ryosuke Maekawa (prime sound studio form) - ミキシングエンジニア
11. 「Pump It Up! feat.TAKUMA THE GREAT」
  - The Anticipation Illicit Tsuboi - ミキシングエンジニア
12. 「Pon de SKY, Pon de STAR」
  - BETCHIN' - コーラス
  - DA PUMP - ガヤ
  - D.O.I. - ミキシングエンジニア
13. 「LIVE-A-HOLIC」
  - Ryosuke Maekawa (prime sound studio form) - ミキシングエンジニア
14. 「The Last Romantic」
  - Hiroshige Saito - ミキシングエンジニア
15. 「4 Next UNITY」
  - Ryosuke Maekawa (prime sound studio form) - ミキシングエンジニア
16. 「サンライズ・ムーン ～宇宙に行こう～」
  - 宅見将典 - アディショナル・アレンジメント
  - 渡辺豊 - ドラム
  - 矢吹俊郎 - ギター、ミキシングエンジニア
  - 大平勉 - キーボード
  - 所ジョージ、木梨憲武、aka、YORI、TOMO、U-YEAH、KENZO - コーラス
  - 近藤幸太郎、横田俊吾 - ゲストボーカル
17. 「おそ松さんのボンバシェー！」
  - Shim Sengobo - ギター
  - 千明大介 - ベース
  - 櫻井孝宏、中村悠一、神谷浩史、福山潤、小野大輔、入野自由、楽音舎、「おそ松さん」製作委員会 - スペシャルサンクス
  - Ryosuke Maekawa (prime sound studio form) - ミキシングエンジニア

## LIVE DA PUMP 2025 BACK 2 DA UNITY
2025年6月から8月にかけて、本作を引っ提げたライブツアー「LIVE DA PUMP 2025 BACK 2 DA UNITY」が行われている。トータルプロデュースはISSA、音楽面はTOMO、演出面はKIMIが中心となって手掛け、音楽監督はm.c.A・Tが務めた。本作に収録された楽曲のほか、「温故知新」というテーマに則って「Rhapsody in Blue」をはじめとしたDA PUMPの初期の楽曲も多く披露しており、その多くは発表当初の振り付けを再現している。また、2022年の全国ツアー『LIVE DA PUMP 2022 DA PUMP TOUR DA POP COLORS』以来の約3年ぶりに生バンドが参加している。

### 開催地
出典 - 
| 日時           | 場所                       |
| -------------- | -------------------------- |
| 2025年 6月28日 | さいたま市文化センター     |
| 7月13日        | オリックス劇場             |
| 7月17日        | NHKホール                  |
| 7月27日        | 福岡市民ホール             |
| 8月3日         | J:COMホール八王子          |
| 8月16日        | トークネットホール仙台     |
| 8月23日        | 相模女子大学グリーンホール |
| 8月30日        | Niterra日本陶業市民会館    |

### バンドメンバー
出典 - 
- 斎藤アリア - キーボード
- 岸田容男 - ドラム
- レンジークロスビー - ベース
- 山崎淳 - ギター